# Kevert malátawhisky
A kevert malátawhisky (angolul blended malt whisky) elsősorban a skót whiskygyártásban használt fogalom, amely különböző lepárlókban készült hagyományos, rézüstökben párolt skót malátawhiskyk keverékét jelenti. Ha egy skót malátawhisky nem single malt, akkor csak ez a típus lehet. Korábban pure malt (tiszta maláta-), vatted malt (házasított maláta-) vagy egyszerűen malt (maláta-) whiskyként is címkézték. 2004-ben azonban a Scotch Whisky Associaton úgy döntött, hogy az utóbbi nevek helyett egységesen a blended malt megnevezést kell használni. A keverék nem tartalmazhat gabonawhiskyt, így nem tévesztendő össze az egyszerű kevert whiskyvel.
Az amerikai whiskyk ritkán készülnek tisztán árpamalátából, ilyenkor – akár egy, akár több lepárlóból származnak – általában pure malt whiskey (tiszta malátawhisky) néven kerülnek forgalomba, ilyen például a Roughstock Montana Pure Malt Whiskey. Az amerikai szabályozásban a blended malt whisky merőben eltérő jelentéssel bír: egy olyan kevert whiskyt jelöl, aminek kevesebb, mint negyedrészt kell árpamalátából származnia.

## Készítés
Skóciában a lepárlóüzemek kereskednek egymással, a legtöbb saját whiskyt nem palackozzák, hanem hordóban adják el más lepárlóknak, cégeknek (keverőüzemeknek) vagy magánszemélyeknek. Ezek azután
- saját és mások single malt whiskyjével keverve mint blended malt, azaz kevert malátawhisky palackozzák
- saját és mások maláta- és gabonawhiskyjeivel keverve mint blended, azaz kevert whisky palackozzák
- néha keveretlenül, mint független palackozó, palackozzák az eredet feltüntetésével

## Fajtái
Ilyen whisky például:
- Johnnie Walker Green Label Blended Malt Scotch Whisky
- Pride of Islay Pure Malt Scotch Whisky – az Islay whiskyrégió malátawhiskyjeiből
- Old Elgin Pure Malt Scotch Whisky – a Speyside whiskyrégió malátawhiskyjeiből
- The Coylumbridge Pure Malt Scotch Whisky – a Speyside whiskyrégió malátawhiskyjeiből
- Pride of Strathspey Pure Malt Scotch Whisky – a Speyside whiskyrégió malátawhiskyjeiből
- Pride of the Lownlands Pure Malt Scotch Whisky – a Lowland whiskyrégió malátawhiskyjeiből
- Pride of Orkney Pure Malt Scotch Whisky – Orkney malátawhiskyjeiből
- Cu Dhub Malt Scotch Whisky – fekete színű skót kevert malátawhisky
- Six Isles Malt Scotch Whisky – az Islay whiskyrégió és az Islands whiskyrégió 6 szigetének (Islay, Jura, Mull, Arran, Skye és Orkney) malátawhiskyjeiből

Ha viszont rozsmalátából és árpamalátából készült whiskyket kevernek össze, az már nem számít malátawhiskynek, hanem blended whiskynek, azaz kevert whiskynek.